# Bougous
Bougous là một đô thị thuộc tỉnh El Tarf, Algérie. Dân số thời điểm năm 2002 là 10.576 người.